# Umělecké muzeum Tokugawů
Umělecké muzeum Tokugawů je soukromé muzeum sbírek umění rodu Tokugawů, které se nachází v bývalé rodové rezidenci v Nagoji ve středním Japonsku. Sbírka obsahuje více než 12 000 položek, včetně mečů, brnění, kostýmů a masek Nó, lakovaného nábytku, čínské a japonské keramiky, kaligrafie a obrazů z období čínských dynastií Sung a Jüan (960–1368).
Na rozdíl od mnoha soukromých muzeí v Japonsku, která jsou založena na sbírkách shromážděných v moderní éře korporacemi nebo podnikateli, v muzeu Tokugawů se vystavuje dědičná sbírka Owariů, větve rodu Tokugawů, která vládla na území, které nyní tvoří prefekturu Aiči. Muzeum je řízeno nadací, která byla založena v roce 1931 Jošičikou Tokugawou (1886–1976), 19. hlavou rodu Owariů, aby se zachovala neocenitelná sbírka uměleckých předmětů, zařízení a dědictví rodu.
Projekt hlavní budovy muzea a jižních archivů vypracoval Jošio Jošimoto a výstavba byla dokončena v roce 1935. Střecha a exteriér mají klasický japonský design, sama budova je západního stylu.

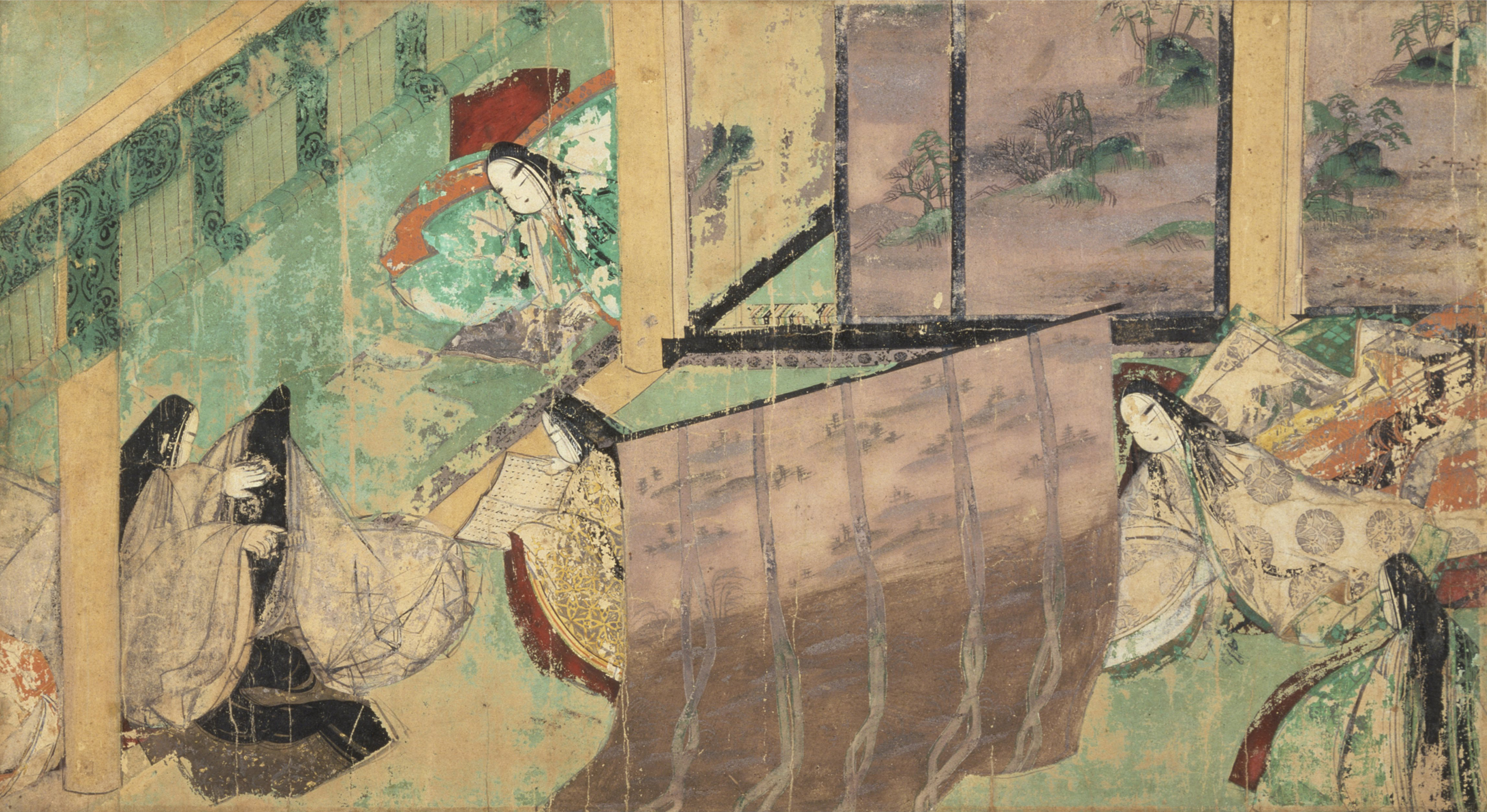
Scéna z ilustrovaného svitku Příběhu prince Gendžiho (12. století), kapitola Azumaja (Venkovská chýše)

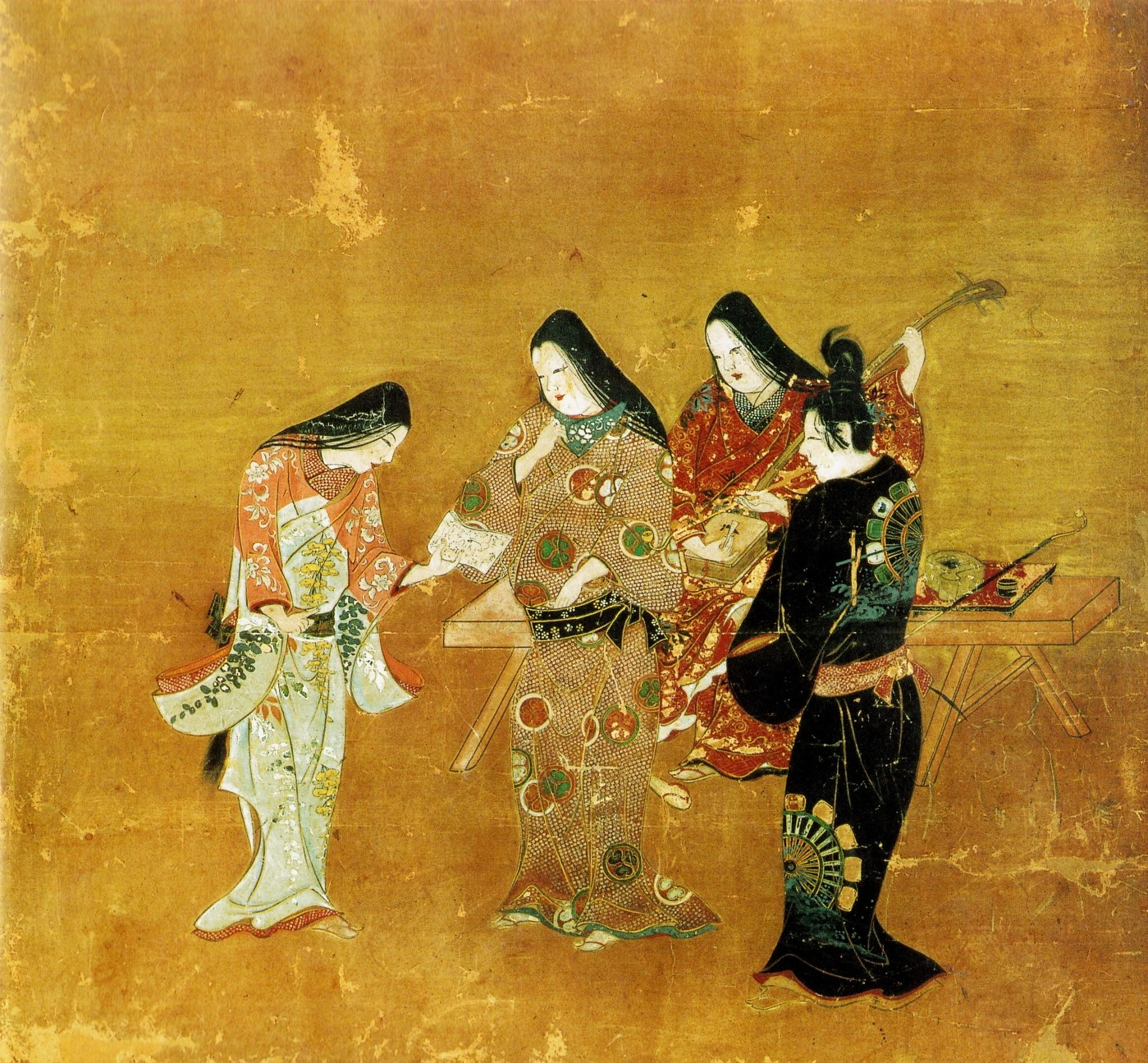
Senhime a Heihačiró Honda (17. století)

Stálá expozice také zahrnuje historický model zámku Nagoja, což návštěvníkům umožňuje prohlížet objekty, jako je japonská čajovna nebo divadlo nó v paláci. Muzeum také pořádá dočasné výstavy v budově, která byla prohlášena za národní kulturní památku.
Nejdůležitějšími a nejcennějšími předměty muzea jsou Gendži Monogatari Emaki, tři ilustrované svitky Příběhu prince Gendžiho, datované do 30. let 12. století. Spolu s jedním dalším svitkem ze stejné sady, nyní zachovaným v Muzeu Gotoh, jsou nejstaršími dochovanými opisy textu a jsou prohlášeny za národní památky Japonska. Svitky jsou tak křehké, že nejsou trvale vystavovány. Od roku 2001 se v muzeu Tokugawů vystavují po dobu jednoho týdne v listopadu.

## Ukázky exponátů

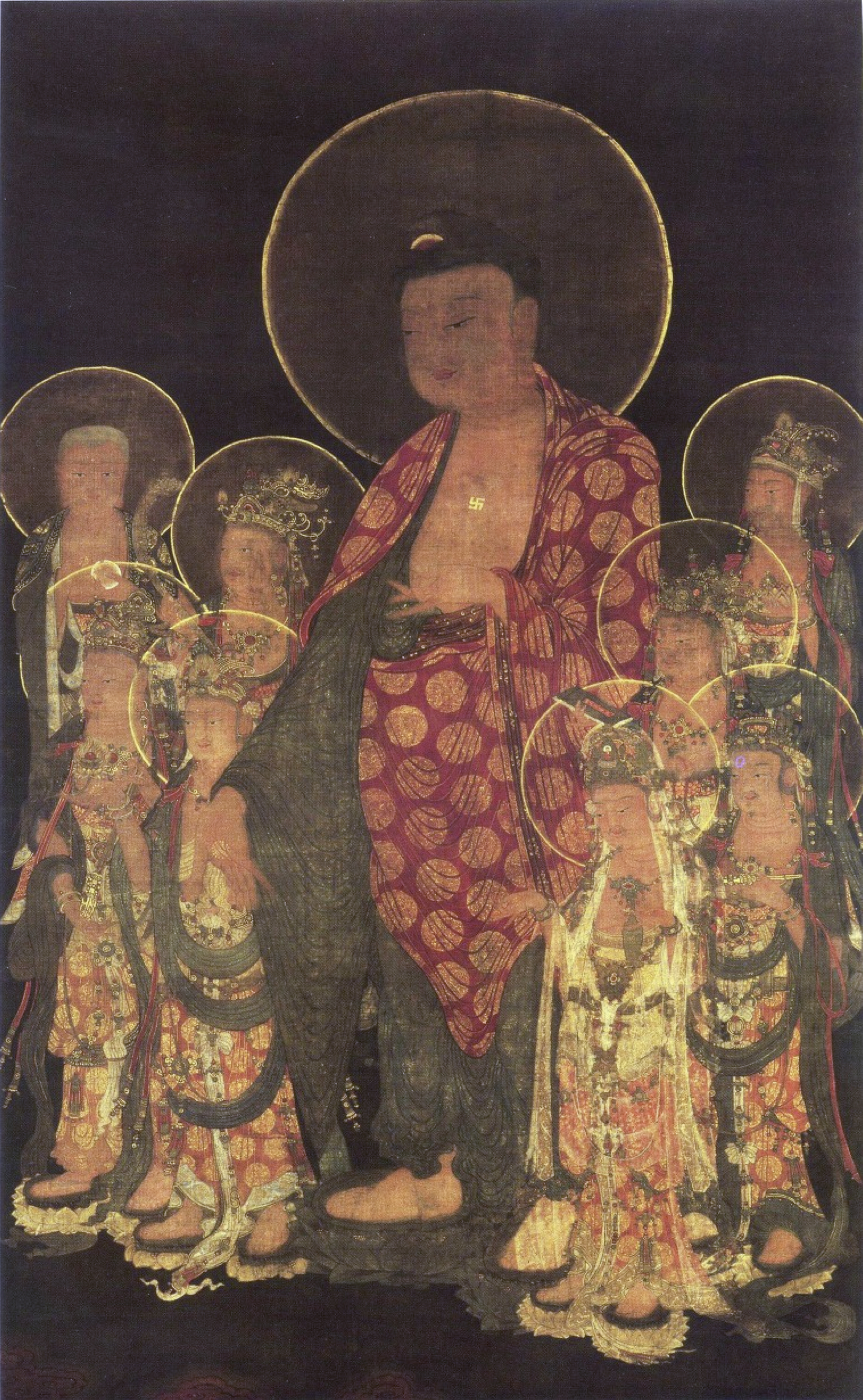
Amitábha s osmi velkými bódhisattvy (14. století)
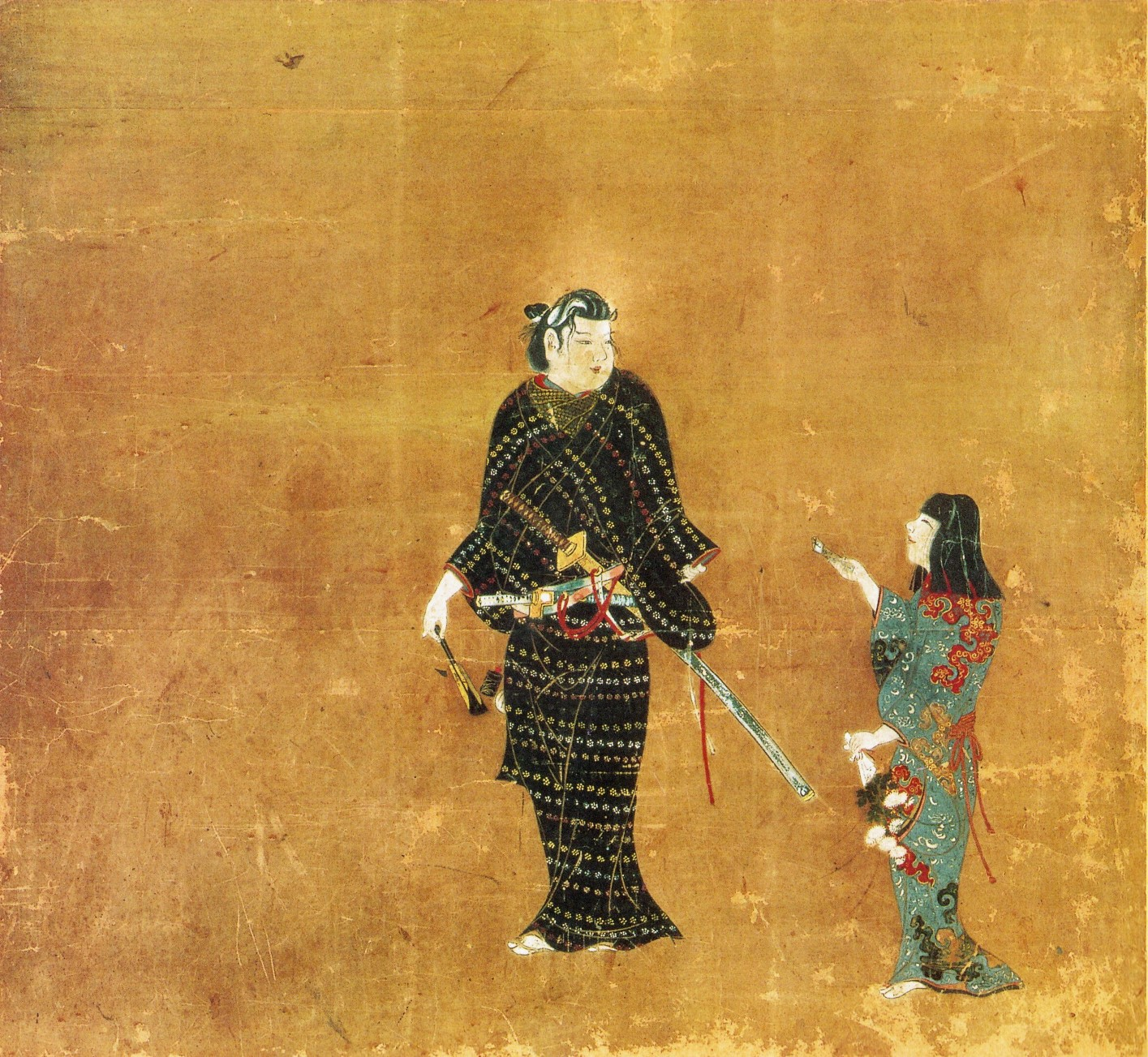
Heihačiró Honda, levý panel (17. století)
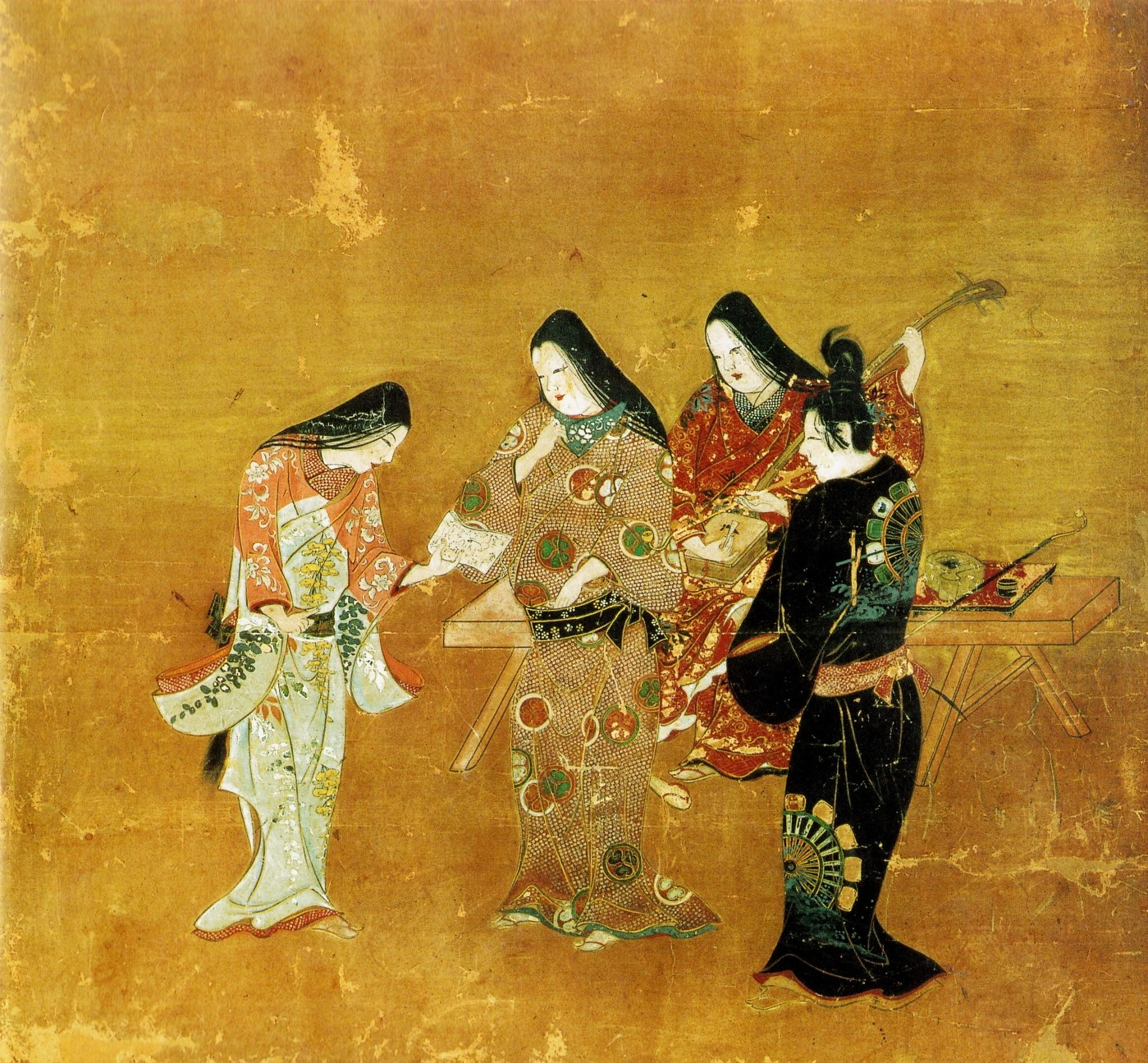
Heihačiró Honda, pravý panel (17. století)
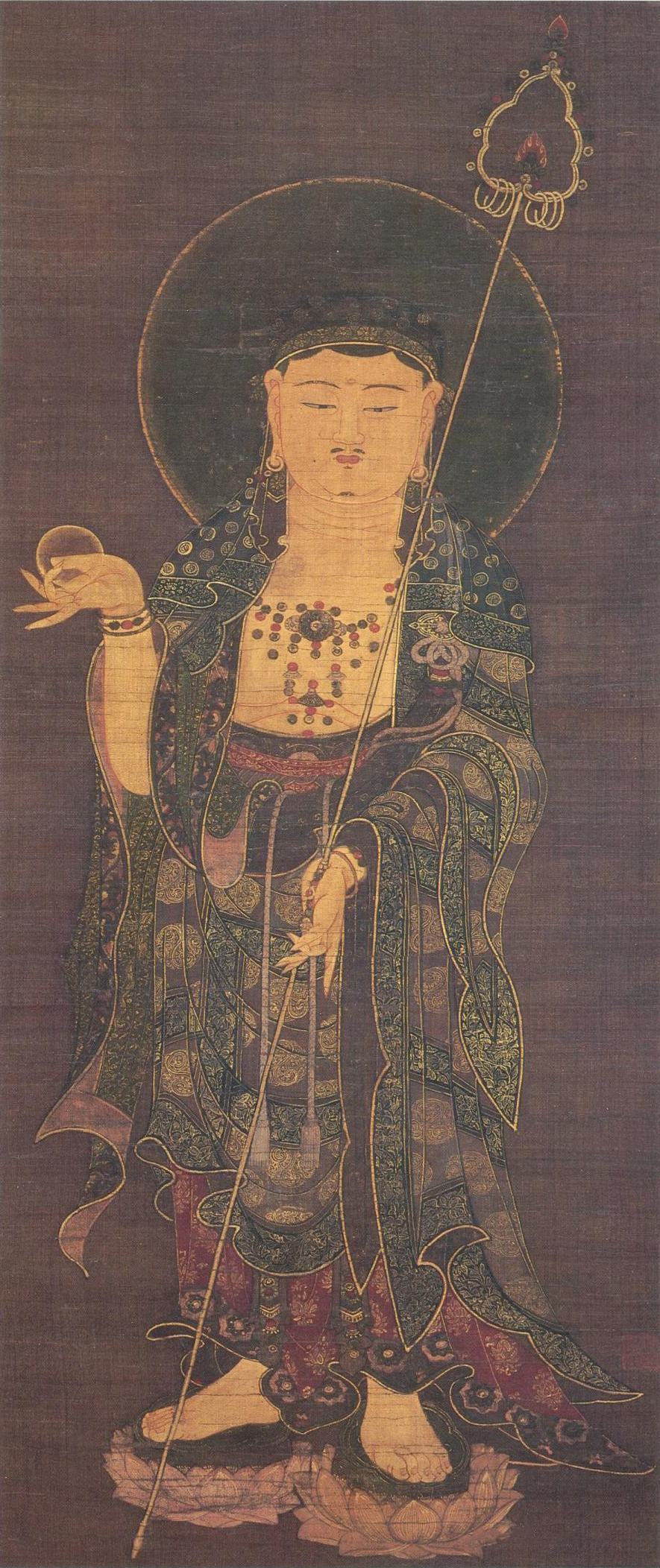
Bódhisattva (14. století)
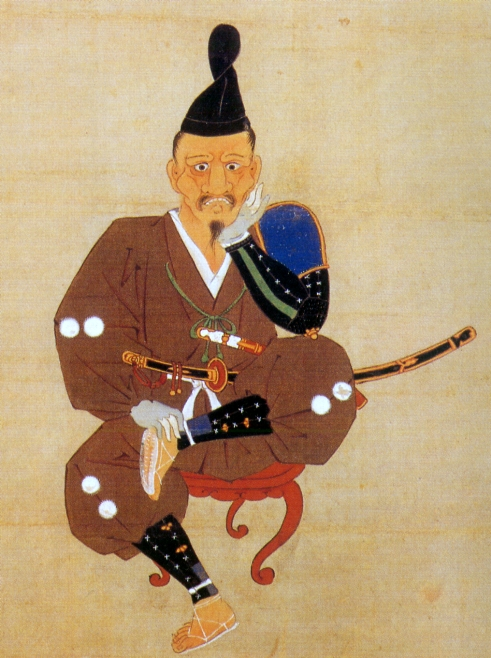
Iejasu Tokugawa v bitvě u Mikatagahary
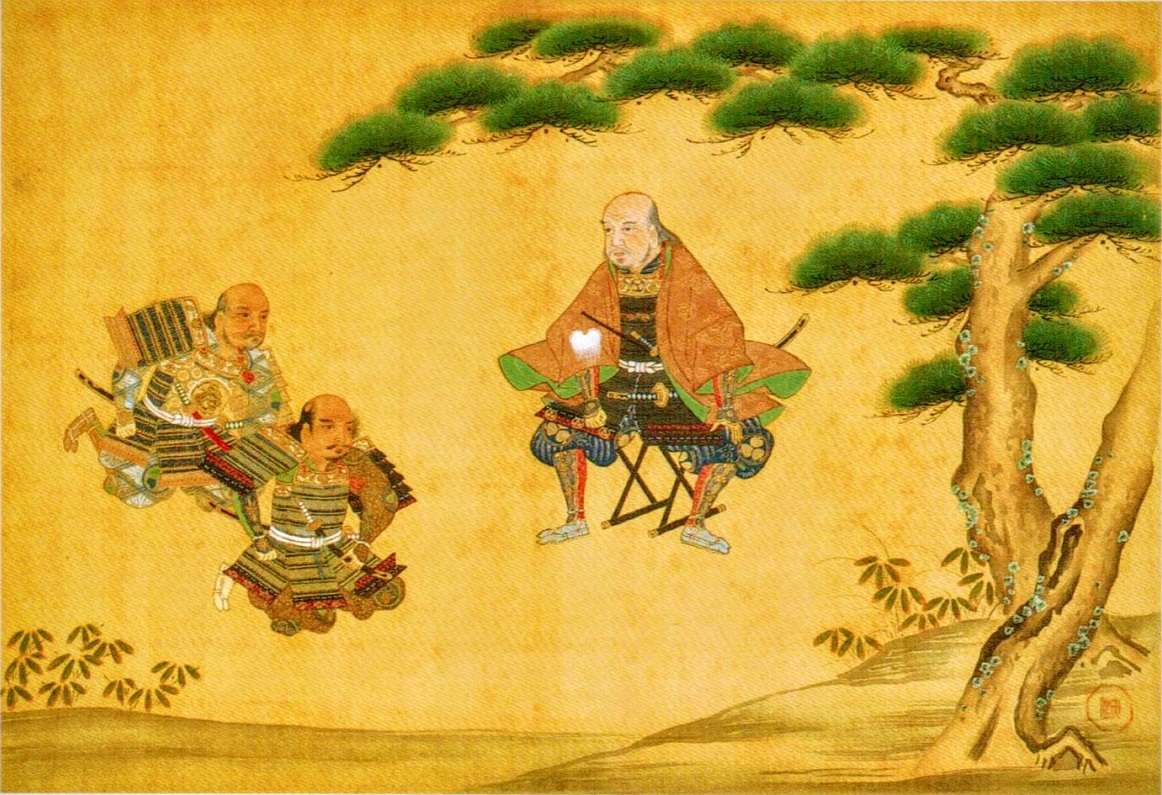
Iejasu Tokugawa v bitvě u Komaki a Nagakute (17. století)
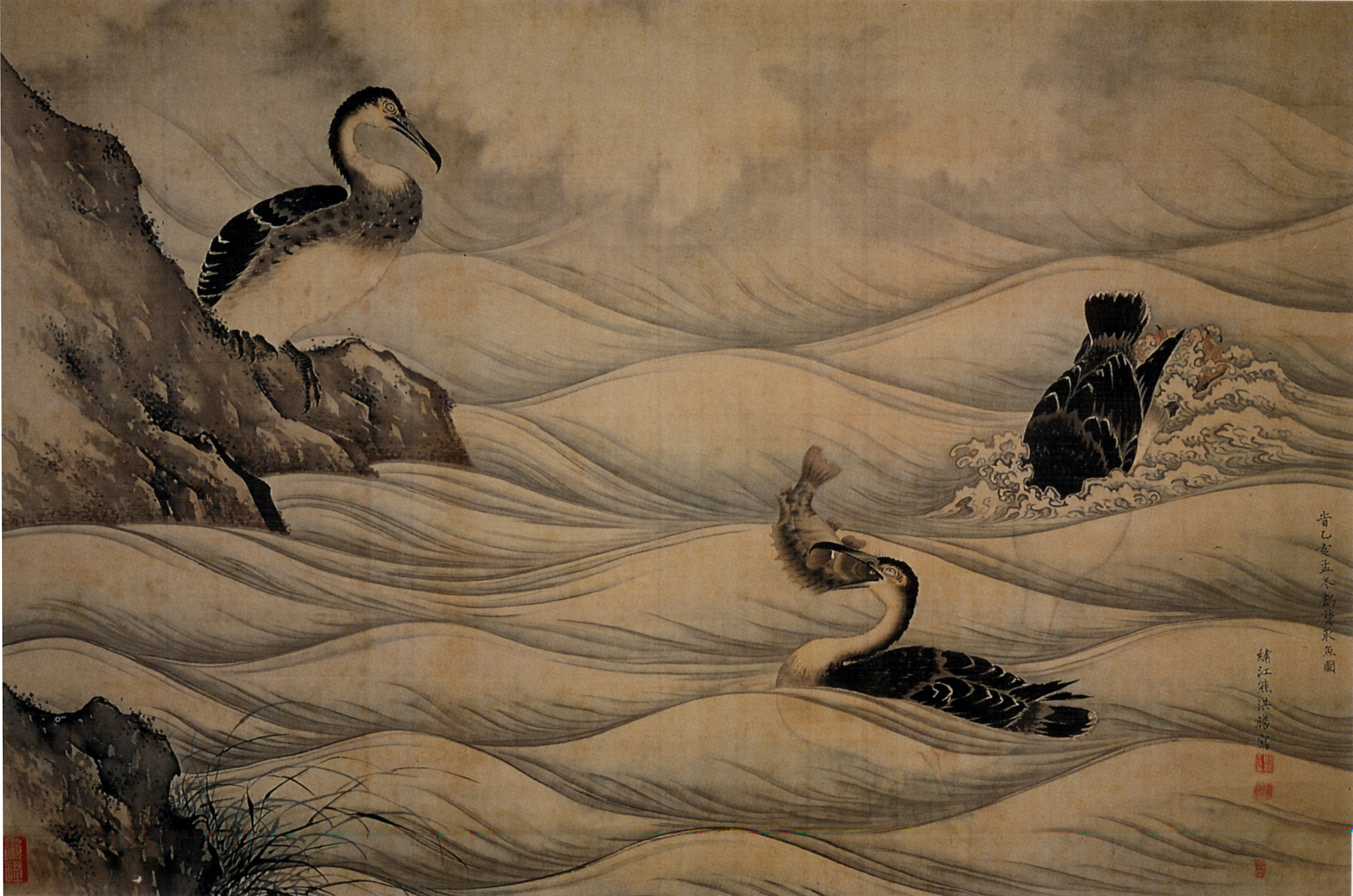
Kormoráni chytající ryby, svitek na hedvábí (1755)
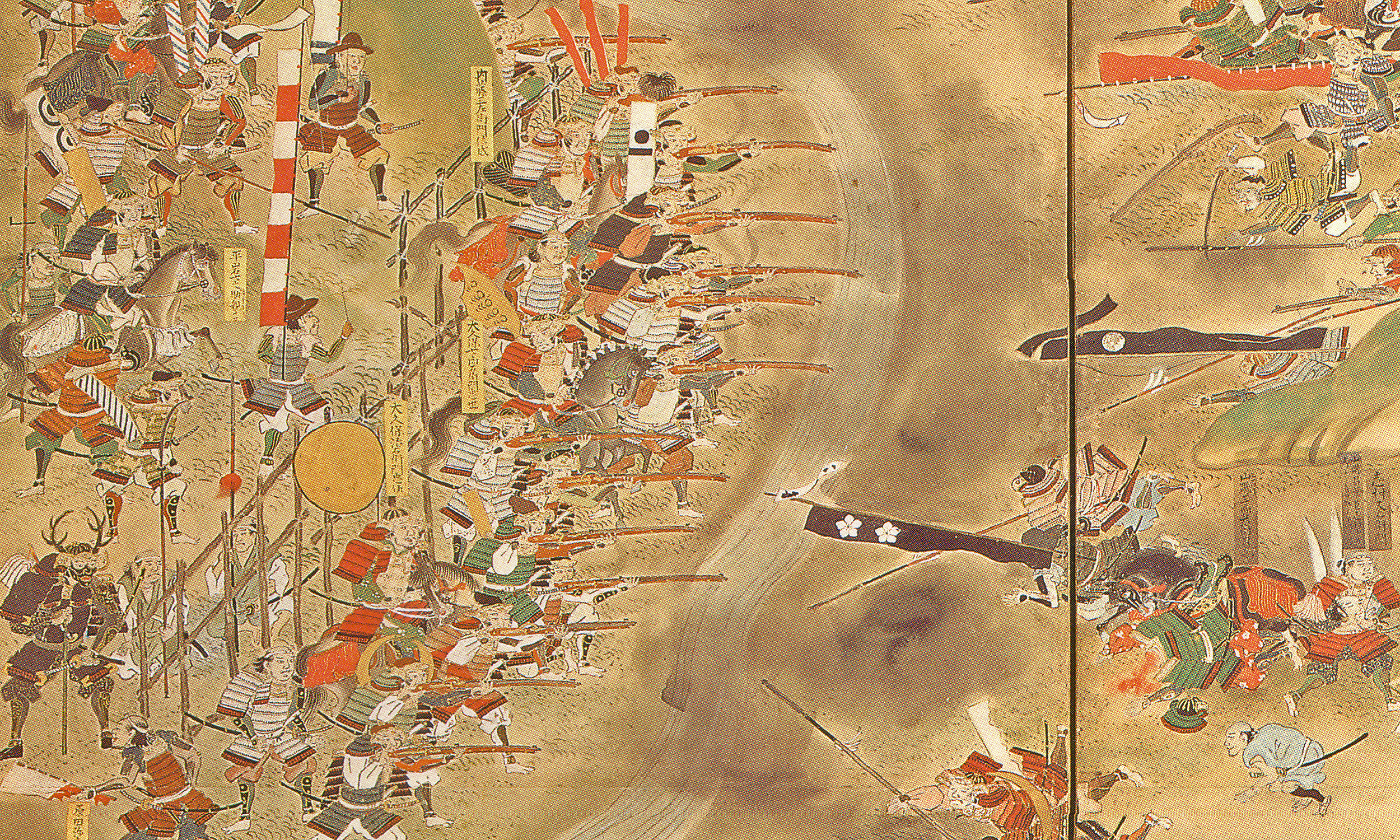
Bitva o Nagašino (18. století)

### Svitky Příběhu prince Gendžiho

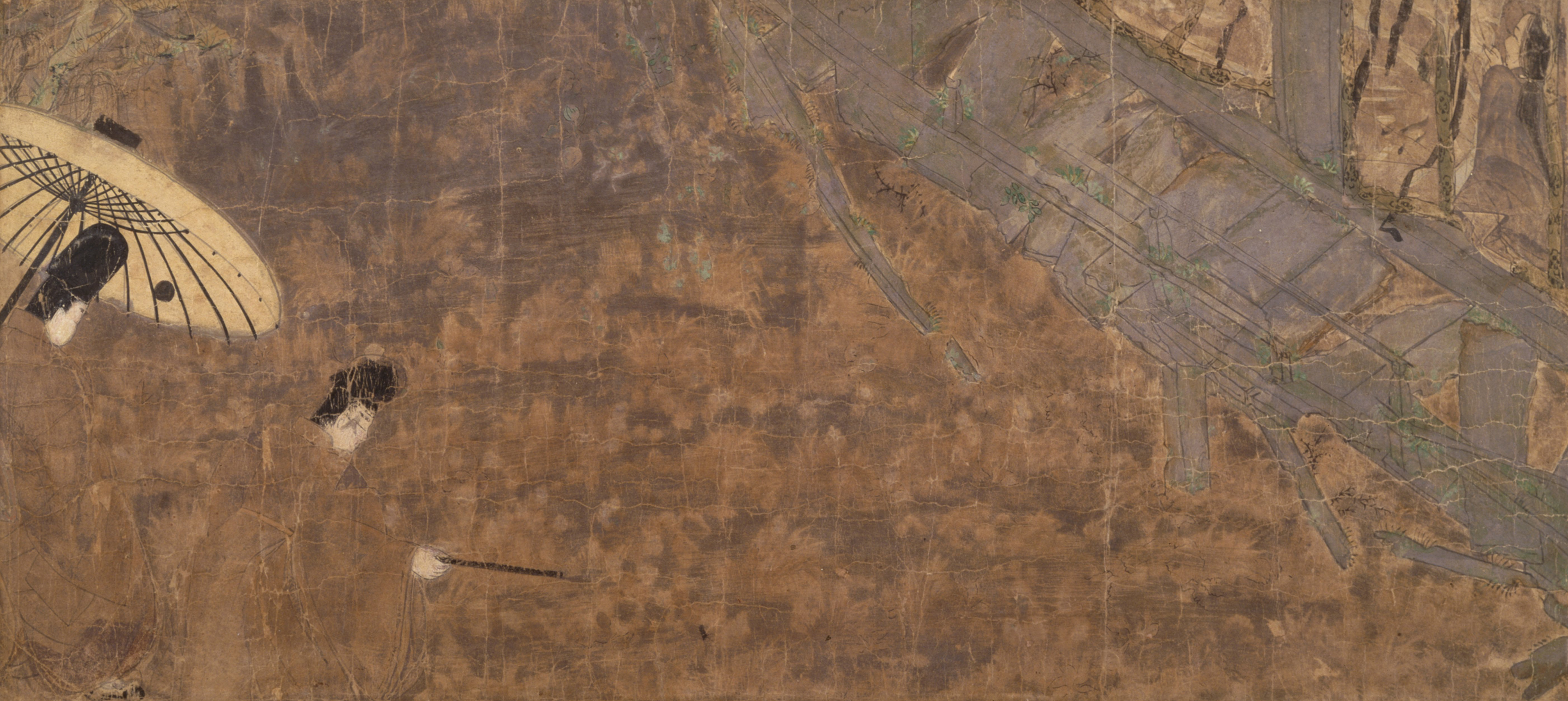
Kapitola Jomogiu (Zahrada zarostlá pelyňkem)
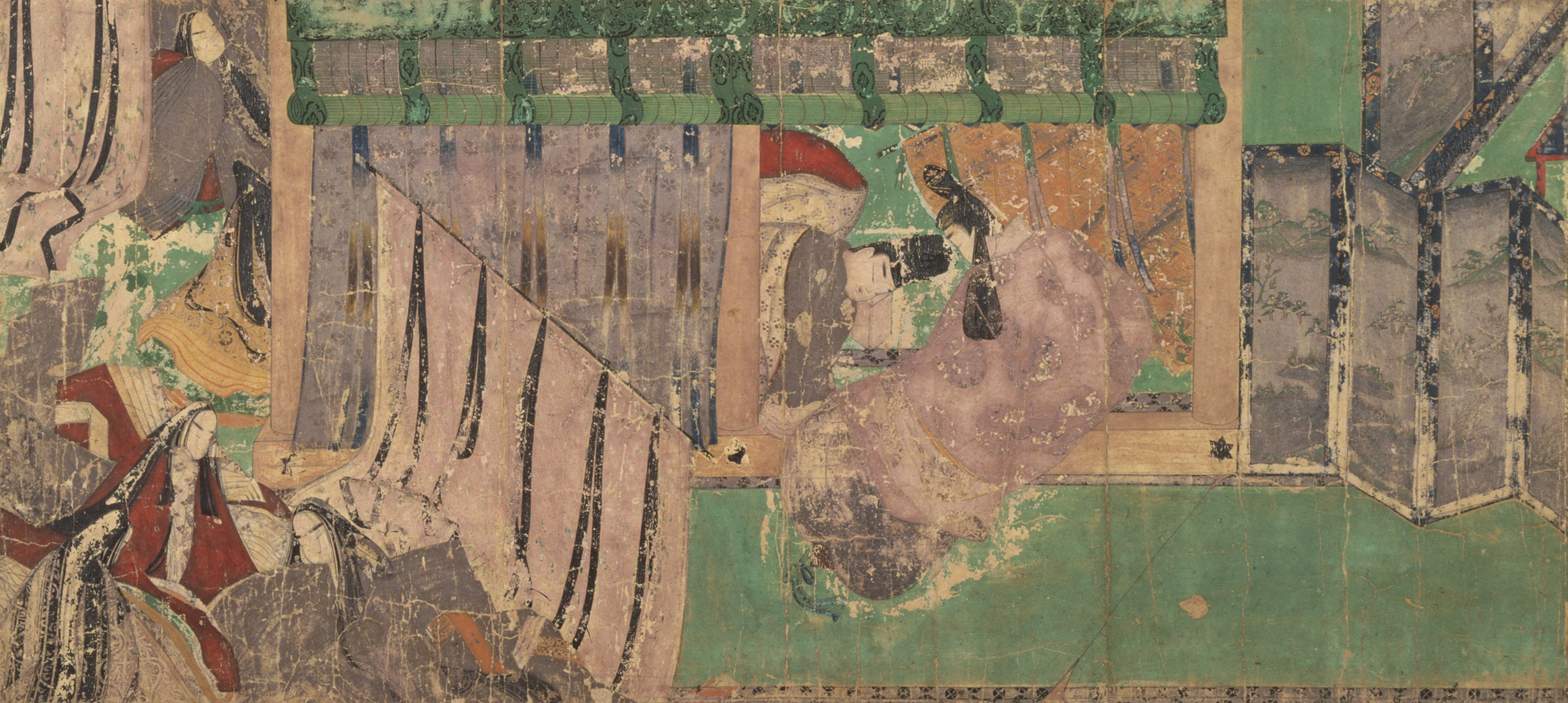
Kapitola Kašivagi (Dub)
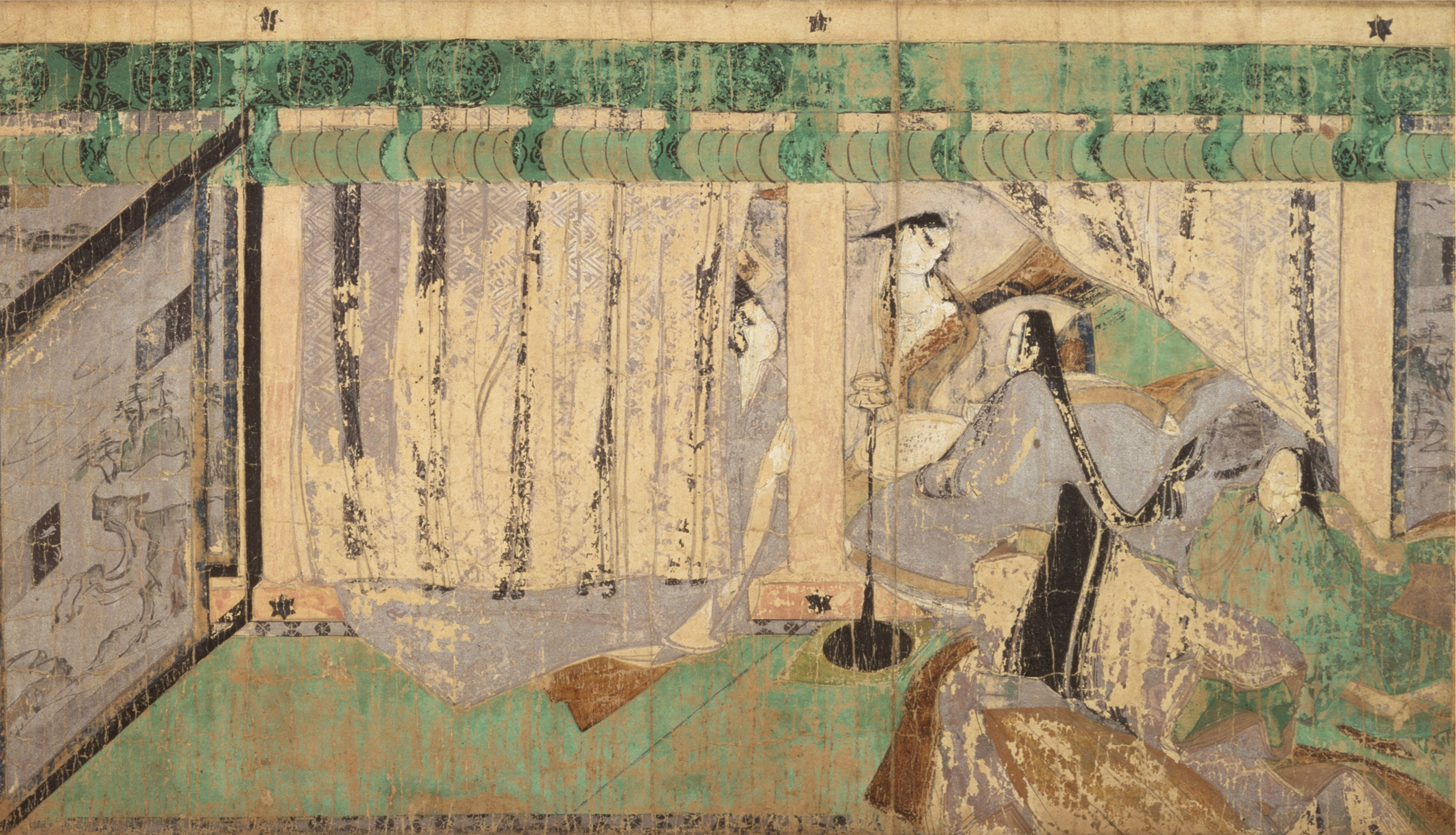
Kapitola Jokobue (Příčná flétna)
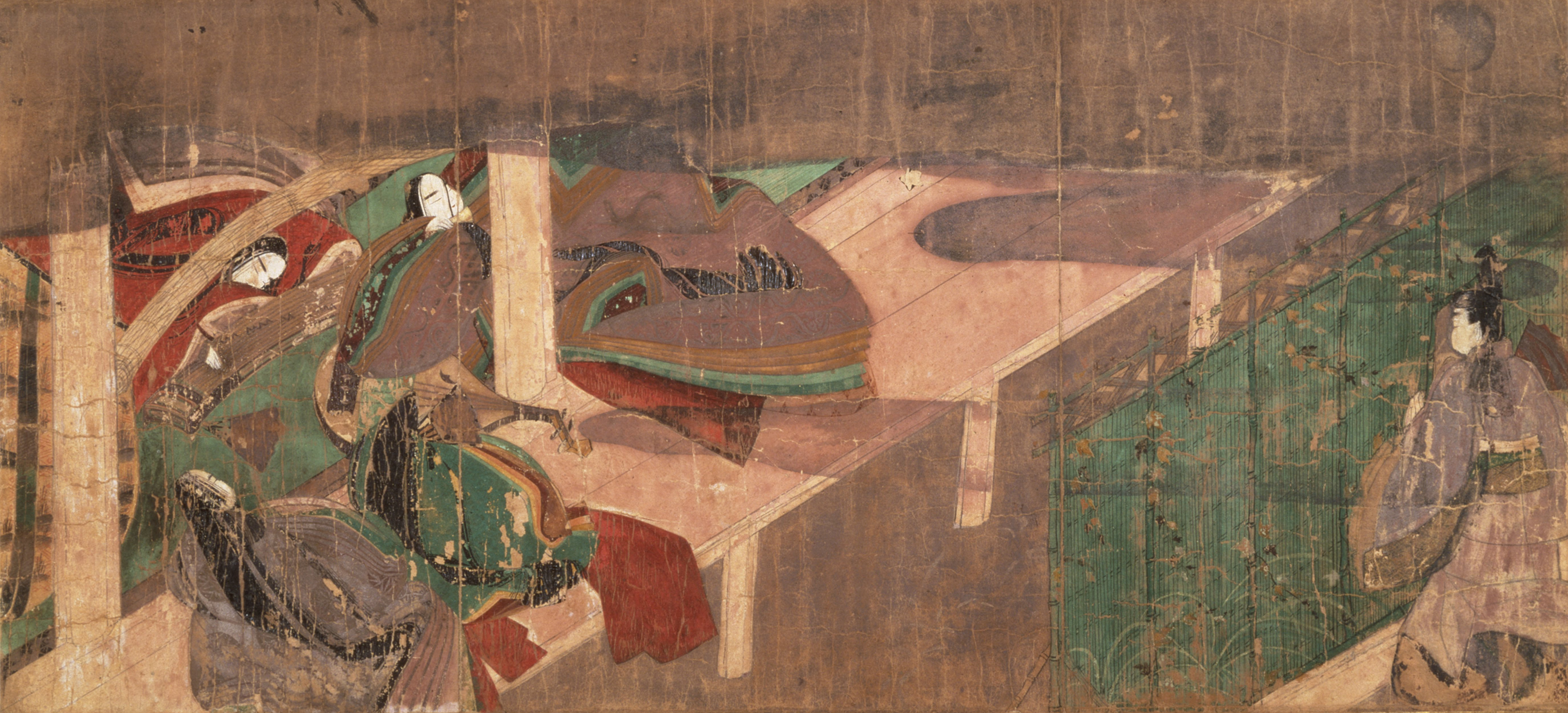
Kapitola Hašihime (Bohyně strážkyně mostu)
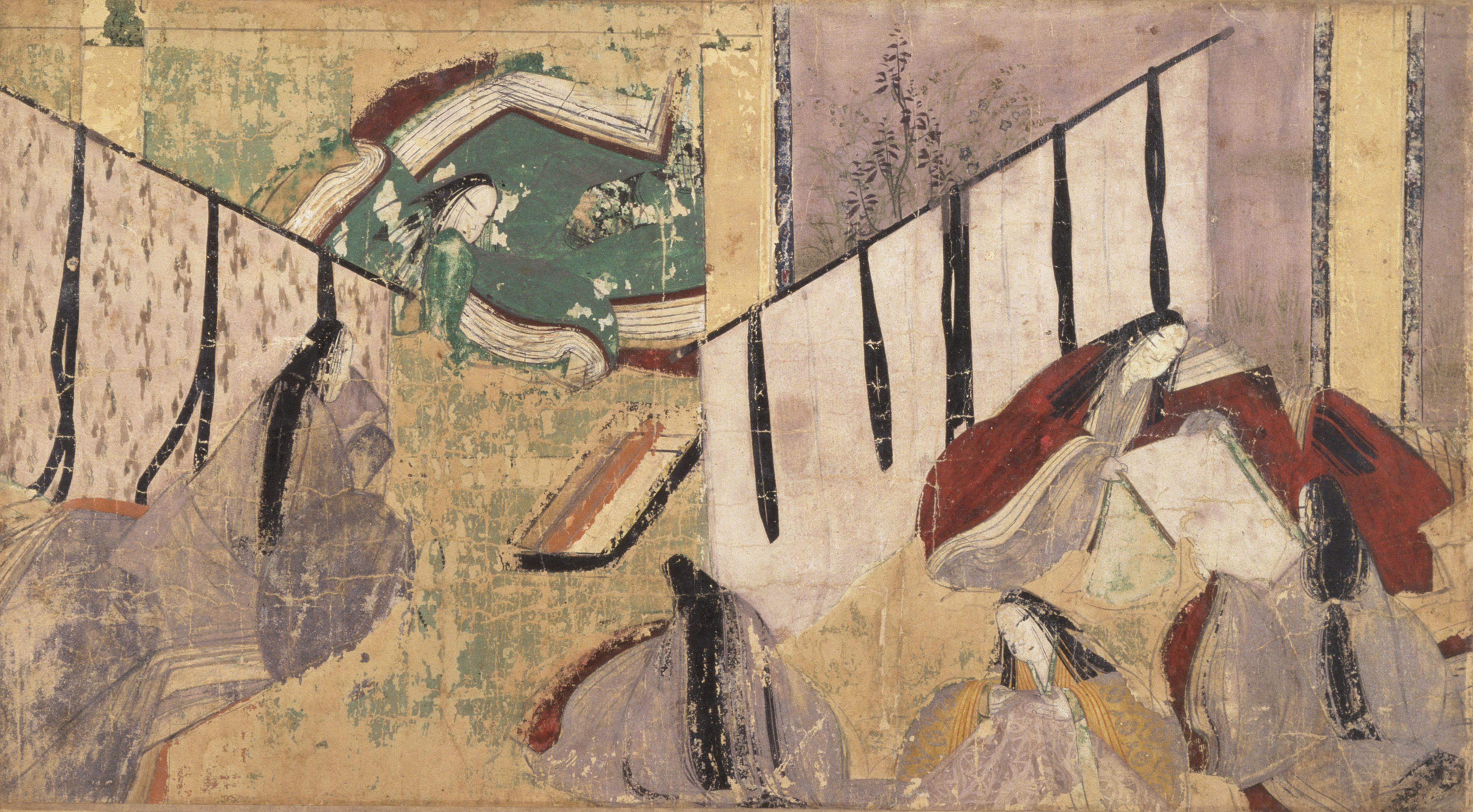
Kapitola Sawarabi (Mladičké kapradí)
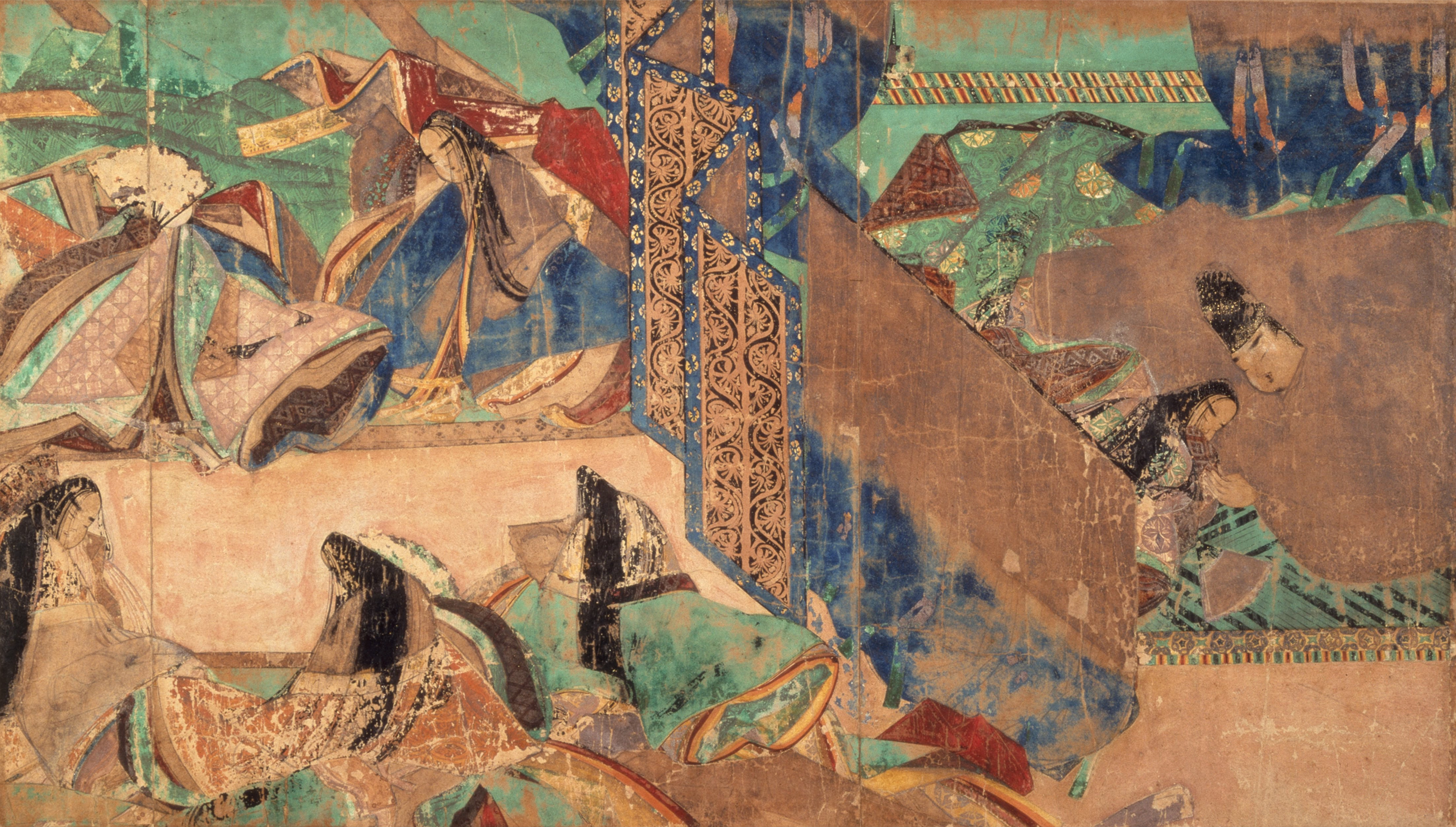
Kapitola Jadorigi (Břečťan, popínavý strom)
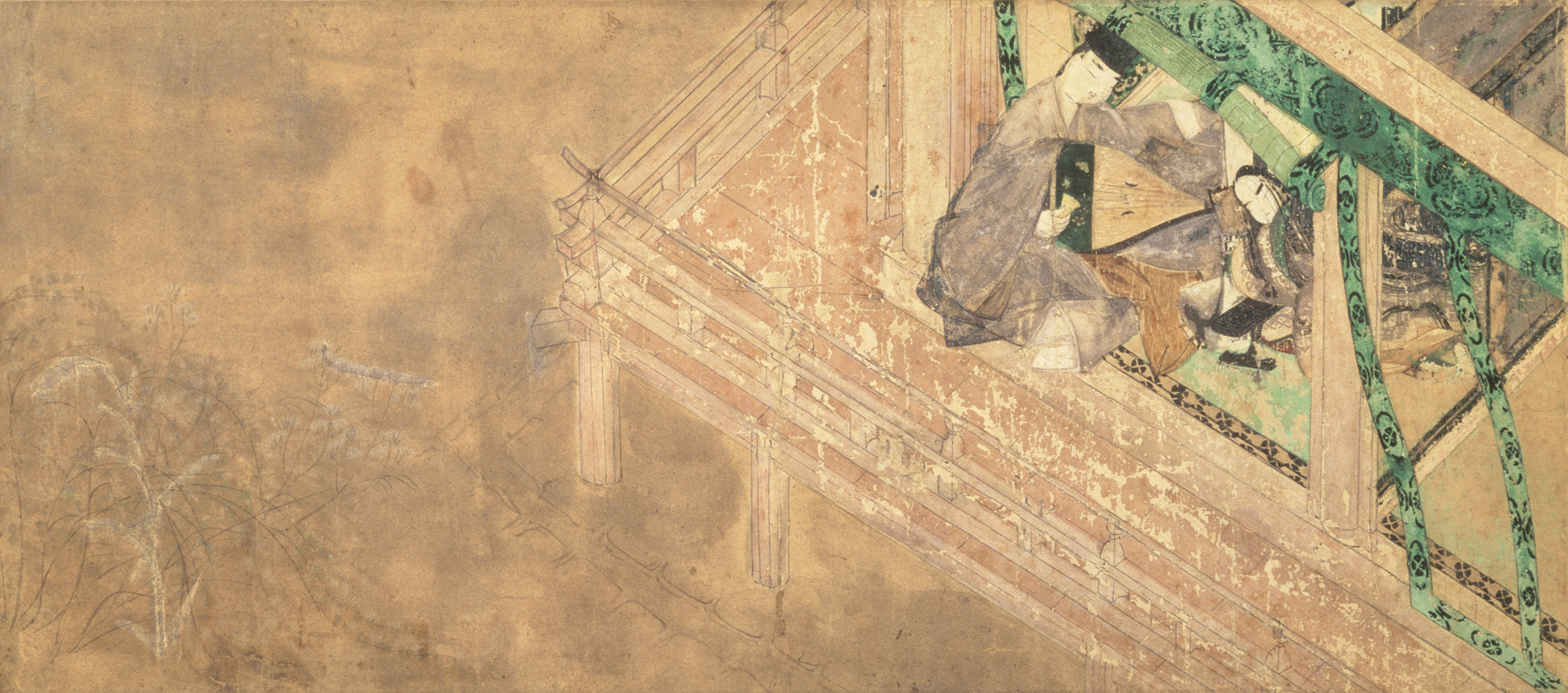
Kapitola Jadorigi (Břečťan, popínavý strom)
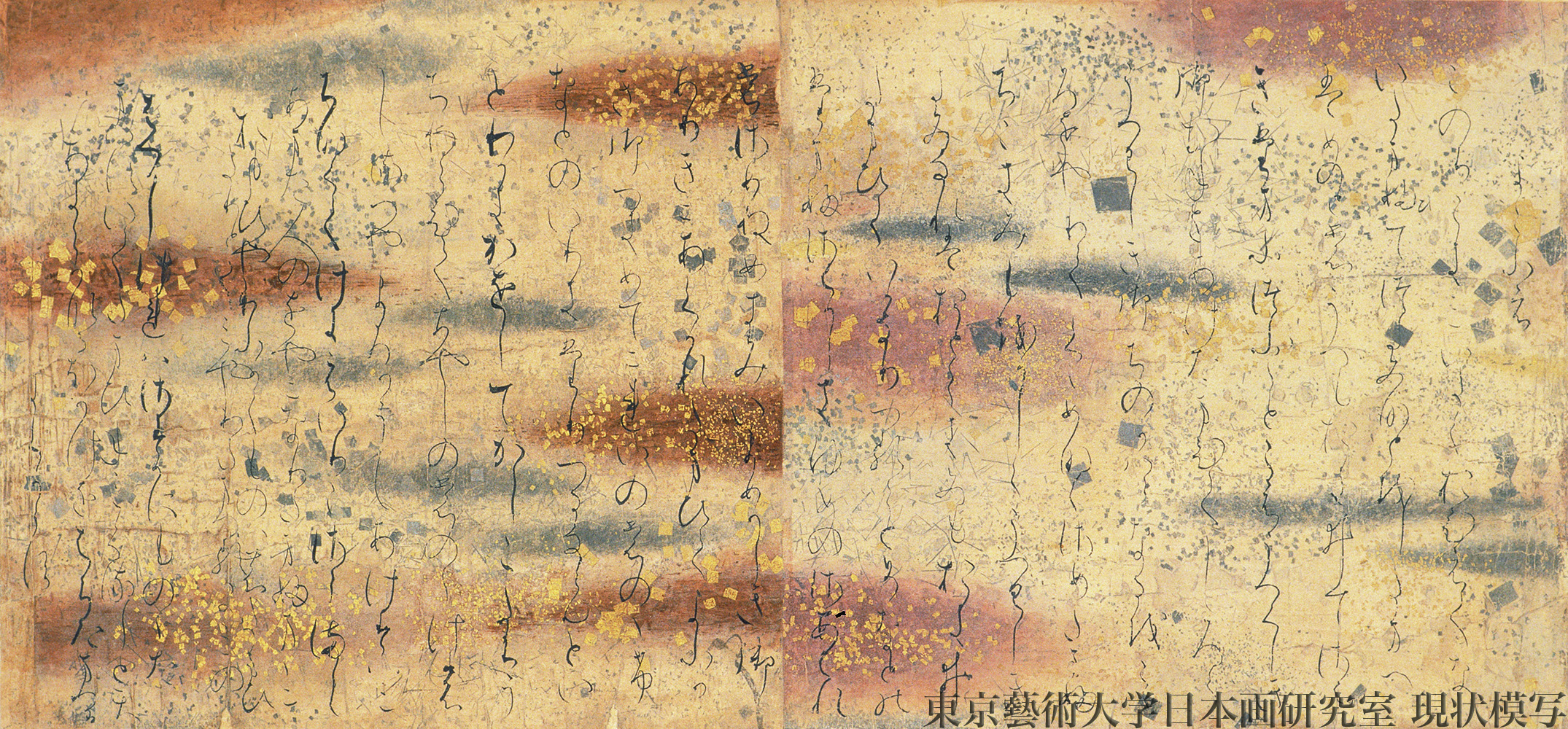
Příklad kaligrafie z kapitoly Jokobue (Příčná flétna)